# Leontios von Tripolis
Leontios von Tripolis (4. Jahrhundert; auch latinisiert Leontius von Tripolis) war ein spätantiker Kleriker und Bischof von Tripolis in Lydien. Im arianischen Streit nahm er eine zunehmend radikale „arianische“ Position ein.

## Leben
Leontios stammte aus Moesia, genauer von der Gegend an der Ister, dem Unterlauf der Donau, und wurde später Bischof von Tripolis im kleinasiatischen Lydien. In den innerchristlichen Konflikten seiner Zeit (Arianischer Streit) neigte er der Seite der „Arianer“ zu, die jedoch wiederum ein Spektrum unterschiedlicher christologischer Vorstellungen vertraten. Theologisch wehrten sich die arianischen Bischöfe, die insbesondere im Osten des Reiches Rückhalt hatten, gegen die Formel von der „Wesensgleichheit“ zwischen „Vater“, „Sohn“ und „heiligem Geist“, wie sie im Bekenntnis von Nicaea verabschiedet worden war. Sie vertraten dabei verschiedene Varianten der „Wesensähnlichkeit“ (Homöer und Homöusianer) bzw. „Wesensverschiedenheit“ (Heterousianer) zwischen „Gott Vater“ und Jesus Christus. Auf der Synode von Seleukia im Jahr 359, auf der nur in unterschiedlichem Maße „arianische“ Bischöfe des Ostens zusammenkamen, wurde er gemeinsam mit einer ganzen Gruppe von Bischöfen abgesetzt, weil er offenbar die dort verurteilte homöische („mittel-arianische“) Theologie der Gruppe um Acacius von Caesarea vertrat. Diese unterlag als Minderheit in der Auseinandersetzung mit einer Gruppe um Silvanus von Tarsus, Eleusius von Kyzikos und Basilius von Ancyra, die ihre homöusianische Theologie noch deutlicher mit dem (nicht-arianischen) Bekenntnis von Nicaea vermitteln wollte.
Leontios nahm aber gemeinsam mit Acacius, der sich zwischenzeitlich mit Kaiser Constantius II. verständigt hatte, und anderen 360 wieder am Konzil von Konstantinopel teil. Auf diesem Konzil siegte zwar die Fraktion des Acacius mit Unterstützung durch die kaiserliche Macht des Constantius gegen die des Basilius, jedoch wurde auch der Bischof Aëtios von Antiochia verurteilt, der Hauptvertreter der „radikalarianischen“ Position der Wesensverschiedenheit von Gott und Jesus Christus (Heterousianer). Leontios unterschrieb dieses Urteil nicht. Im Anschluss an die Synode war er bei der Einsetzung des ebenfalls von Constantius II. geförderten Eudoxius als Bischof von Konstantinopel zugegen. Am 3. November 361 starb jedoch Kaiser Constantius. Sein Nachfolger Julian, der ein Interesse an der Stärkung innerchristlicher Konflikte hatte, rehabilitierte die radikalen Arianer um Aëtios und Eunomius von Kyzikos. Diese sammelten sich – neben Leontios auch Theophilos der Inder, Theodulus von Chaeretapi sowie Serras und Heliodorus – 362 auf einer kleinen Synode in Konstantinopel, auf der Aëtios zum Bischof geweiht wurde. Er scheint demzufolge eine zunehmend extreme Form des Arianismus vertreten zu haben.
Nach 362 verschwindet Leontios aus den Quellen, vielleicht starb er bereits 362/363. Auch wenn er in den erhaltenen kirchenhistorischen Quellen nur selten erwähnt wird, scheint er in den religionspolitischen Fragen seiner Zeit eine nicht unwichtige Rolle eingenommen zu haben.

## Philostorgios
Die ausführlichste Quelle zu Leontios von Tripolis ist ein Fragment des Kirchenhistorikers Philostorgios, das über die Suda erhalten geblieben ist, ein von dem Bischof Photios zusammengestelltes byzantinisches Lexikon. Darin wird zunächst über Leontios erzählt, er habe einen Sohn gehabt, den er, weil er nicht die nötige Tugend erwarten ließ, durch ein Gebet habe sterben lassen. Philostorgios bemerkt auch, Leontios habe in seiner Zeit als „Messlatte“ der Kirche gegolten.
Sodann bemerkt Philostorgios, „er war allen gegenüber unabhängig im Denken und sprach freimütig mit allen.“ Er hebt insbesondere die parrhesia des Leontios, seinen Freimut gegenüber Mächtigen, mit Beispielen hervor. Das erste Beispiel ist ein Auftritt der Kaiserin Eusebia (der Frau Kaiser Constantius’ II.), die Leontios fragen ließ, warum er nicht, wie alle anderen Bischöfe, während einer Synode zu ihr gekommen sei und ihr (so scheint durch) die Proskynese (das Niederknien vor der Kaiserin) verweigert habe. Sie versprach ihm den Bau einer großen, teuren Kirche, wenn er nur kommen würde. Leontios jedoch antwortete, er würde nur kommen, wenn sich die Kaiserin von ihrem Thron erheben und von ihm segnen ließe (wofür sie ihren Kopf unter seine Hände beugen müsse) und dann respektvoll neben ihm stehen würde. Sie müsse dann abwarten, bis er sie auffordere, sich wieder zu setzen. Eusebia sei ob dieser kränkenden Antwort wutentbrannt gewesen, sei dann aber von ihrem Mann, dem Kaiser, zurückgewiesen und in ihre Kammer geschickt worden. Constantius habe dabei Leontios’ „Freiheit der Gesinnung“ gelobt. Constantius selbst sei dann auch einmal bei einem anderen Treffen „Opfer“ von Leontios’ Freimütigkeit geworden: Als sich der Kaiser in die religionspolitischen Angelegenheiten der Kirche einmischte, hätten die meisten Bischöfe geklatscht, während Leontios nur geschwiegen habe. Als der Kaiser ihn fragte, warum er schweige, antwortete er: „Ich wundere mich, wieso du, eingesetzt, dich um das eine zu kümmern, an anderes dich machst: Dir obliegt die Leitung der militärischen und politischen Angelegenheiten, du gibst aber Bischöfen Anweisungen über Dinge, die allein Bischöfen zukommen.“ Angeblich war der Kaiser daraufhin „beschämt“ und stoppte seine Verfügung.
Der Wahrheitsgehalt der Passagen ist zweifelhaft. Beispielsweise erscheint es unwahrscheinlich, dass die Kaiserin Eusebia, die nicht den Titel einer Augusta trug, von den Bischöfen eine Form der Proskynese verlangt habe. Es könnte sich um eine Rückprojektion der Verhältnisse der späteren Zeit der theodosianischen Dynastie gehandelt haben, in der Philostorgios schrieb. David Woods hat zu rekonstruieren versucht, um welche – bei Philostorgios nicht direkt identifizierten – Treffen es sich bei den beiden Auftritten des Leontios gehandelt haben könnte. Das Konzil, auf dem er mit Eusebia in Streit geriet, könnte die Synode von Sirmium 358 gewesen sein. Dort wurde die von Leontios später unterstützte radikalarianische Fraktion um Aëtios, Theophilus den Inder und Eudoxius von Antiochia verurteilt, vielleicht war auch Leontios hier unter den Bischöfen der Basilius von Ancyra unterlegenen Fraktion. Die Episode mit Constantius, so glaubt Woods, könnte sich auf einem Treffen einiger Bischöfe mit Constantius II. in Konstantinopel im Winter 359/360 abgespielt haben und würde dann den Dissens zwischen dem „radikalarianischen“ Leontios und dem Kaiser widerspiegeln, der kurz nach dem spalterischen Konzil von Seleucia im September 359 eine vermittelnde Position einzunehmen suchte. Dass Leontios den Kaiser erfolgreich zurückgewiesen haben soll, scheint jedoch eher ins Reich der Legende zu gehören.